# Luigi Zamboni
Luigi Zamboni (1767 - 28 de febrer de 1837) va ser un baix-baríton buffo italià.
Va néixer a Bolonya, on va començar la seva carrera de cant el 1791 en una producció de Domenico Cimarosa Il fanatico burlato. Va continuar treballant a Nàpols, Parma, Venècia i Roma, on va cantar en òperes de Valentino Fioravanti, Paisiello i altres. Es va retirar el 1825. Va morir a Florència.

## El Barber de Sevilla
El paper de Figaro a El barber de Sevilla va ser escrit per a Zamboni per Gioachino Rossini, de qui era amic.

## Rússia
El 1829, Zamboni va dirigir una empresa d'òpera italiana a Sant Petersburg durant dues temporades, on va representar Rossini i altres obres.